# شيدي (عرقية)

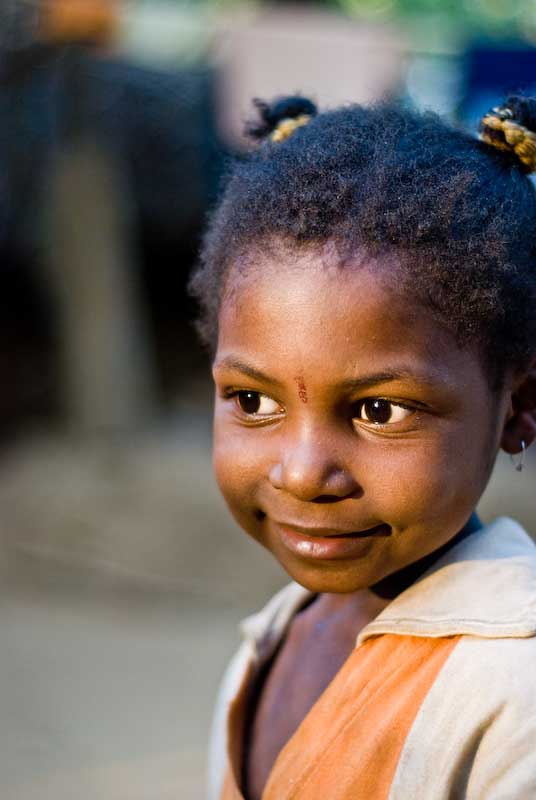
طفلة من قومية سيدي

سيدي أو سيدهي أو شيدي أو حبشي، هي مجموعة عرقية تقطن في باكستان والهند وينحدرون من أصل الشعوب البانتو في منطقة البحيرات العظمى الأفريقية. تختلف متسوياتهم الاجتماعية والوظيفية، كان بعضهم من التجار والبحارة والعاملين في الخدمة المدنية والبعض كان مسترق وآخرون يعملون كمرتزقة.ويقدر عدد مجتمع سيدي حاليًا بحوالي 50,000-60,000 فرد، يتواجدون في المناطق التالية: كارناتاكا وغوجارات وحيدر أباد في الهند، ومكران وكراتشي في باكستان. باعتبارها المراكز السكنية الرئيسية لمجتمع سيدي. وهم ينتمون من الناحية الدينية في المقام الأول للإسلام، على رغم أن بعضهم ينتمي إلى الديانة الهندوسية وغيرهم ينتمون إلى الكنيسة الكاثوليكية.